# Santa Luisa
Santa Luisa é uma junta de governo da província de Entre Ríos, na Argentina.